# Monoplan Epps 1907
Dimensions
Le Monoplan Epps 1907 était un avion pionnier construit et piloté en 1907 par Ben T. Epps (en) d'Athens (Géorgie). L'avion avait une structure ouverte sous une aile monoplan haubanée par des câbles, avec un train à trois roues de bicyclette. Un moteur de moto Anzani à deux cylindres de 15 chevaux (11 kW) entraînait une hélice bipale en configuration propulsive. Le bois venait d'une scierie et les surfaces de vol étaient recouvertes de coton. En octobre 1907, Epps vola sur 100 yards (90 m) à une altitude de 50 pieds (15 m), devenant le premier aviateur de Géorgie.

## Caractéristiques techniques
Cet avion se caractérisait par un moteur Anzani à 2 cylindres, délivrant une puissance modeste de 15 chevaux (soit environ 11 kW). Le moteur, en configuration propulsive, était installé derrière le siège du pilote, entraînant une hélice bipale pour faire avancer l'engin. Le monoplan reposait sur un train d'atterrissage rudimentaire, composé de trois roues de bicyclette : une à l'avant et deux à l'arrière, offrant une stabilité limitée mais suffisante pour les faibles vitesses de l'époque. Sa structure était faite de bois de récupération, avec des surfaces de vol en coton, bien que seules les surfaces inférieures des ailes fussent recouvertes. La configuration de l'aile montrait un monoplan haubané par câbles et renforçait la légèreté de l'appareil. Pour le contrôle, des élévateurs biplans étaient montés à l'avant, tandis qu'une dérive à l'arrière permettait de diriger l'avion.